# Jan Biczycki
Jan Paweł Biczycki (ur. 20 czerwca 1931 w Katowicach, zm. 18 lutego 1996 w Monachium) – polski aktor, reżyser, wykładowca.

## Życiorys
Absolwent polonistyki Uniwersytetu Warszawskiego. W czasie studiów pracował jako asystent reżysera w Teatrze Polskim w Warszawie. W latach 1955–1957 występował w Teatrze Syrena. W 1957 był współzałożycielem klubu „Stodoła”, w którym (do 1960 roku) był kierownikiem artystycznym. W latach 1959–1961, m.in. jako reżyser, współpracował z koszalińskim Teatrem Dramatycznym. W kolejnych latach reżyserował spektakle w wielu teatrach w Polsce. Od 1962 do 1963 roku był reżyserem w Teatrze im. Juliusza Słowackiego w Krakowie, a w latach 1964–1965 pracował w warszawskim Teatrze Komedia, w którym był reżyserem, dyrektorem oraz kierownikiem artystycznym. W 1965 roku wyjechał na stypendium Herberta von Karajana do Salzburga, a w roku 1968 zamieszkał w Monachium. Tam również występował i reżyserował, wykładał też na tamtejszym uniwersytecie (był docentem).
Był mężem Romy Ligockiej, z którą miał syna Jakuba. Został pochowany na Cmentarzu Leśnym w Monachium.

## Nagrody
- 1961: wyróżnienie za reżyserię przedstawienia Archaniołowie nie grają w bilard Dario Fo w Teatrze im. Juliusza Osterwy w Lublinie na I Kaliskich Spotkaniach Teatralnych[2]
- 1964: nagroda za reżyserię przedstawienia Niech no tylko zakwitną jabłonie Agnieszki Osieckiej w Teatrze Ateneum im. Stefana Jaracza w Warszawie na V FPSW we Wrocławiu[2]

## Spektakle teatralne (wybór)

### Role
- 1955: Diabli nadali (reż. Stanisława Perzanowska)
- 1956: Kłopoty z popiersiami (reż. S. Perzanowska)
- 1956: Sprawa Kowalskiego jako sprzątacz; aniołek II (reż. Barbara Kilkowska)
- 1957: Maman do wzięcia jako Ignacy (reż. Kazimierz Krukowski)
- 1957: Bez dewiz jako dyrygent (reż. K. Krukowski)
- 1958: Baloniki... Baloniki... jako sprzedawca uliczny (reż. K. Krukowski)
- 1980: Kim był ten człowiek? jako Janusz Korczak (reż. Helena Kaut-Howson)

### Prace reżyserskie
| - 1959: Pan inspektor wyszedł - 1960: Słomkowy kapelusz (reżyseria z Jadwigą Marso) - 1960: Młodość, miłość, czas - 1960: Królewna Śnieżka - 1961: Archaniołowie nie grają w bilard - 1961: Świetny Włodzio i rzemieślnicy - 1961: Ifigenia w Taurydzie - 1961: Szkoła żon - 1961: Człowiek z głową - 1962: Opera za trzy grosze - 1962: Ostatni odcinek drogi - 1962: Szantan to jest zabawa - 1962: 12 krzeseł - 1962: Wesołe kobiety z Windsoru - 1962: Don Kichot - 1962: Don Pasqual - 1963: Improwizacja paryska - 1963: Dwa razy południe - 1963: Pięć pytań i nic więcej | - 1963: Dwa razy południe - 1963: Sen nocy letniej - 1963: Śmierć porucznika - 1963: Zabawa - 1964: Karol - 1964: Na pełnym morzu - 1964: Strip-Tease - 1964: Niech no tylko zakwitną jabłonie - 1964: Rozkoszna wojna - 1965: Śniadanie u Tiffany’ego - 1965: Ptak - 1965: My Fair Lady - 1966: Iwona, księżniczka Burgunda - 1973: Katarzyna Izmajłowna - 1975: Na dnie - 1976: Sadko - 1976: Wesele Figara - 1977: Das halste ja im Kopf nicht... - 1977: Eugeniusz Oniegin |

## Filmografia (wybór)
- 1970: Tatort jako Ksiądz
- 1982: Imperatyw (Imperativ) jako pop
- 1984: Sinobrody (Blaubart)
- 1985: Paradygmat, czyli potęga zła (Paradigma)
- 1986: Róża Luksemburg (Rosa Luxemburg) jako August Bebel
- 1987: Wygasłe czasy (Erloschene Zeiten) jako Zygmunt Freud
- 1988: Lęk i miłość jako Cecchini
- 1990: Eine Wahnsinnsehe
- 1991: Moskau – Petuschki dziadek Mitritsch

Źródło.